# Figulus clivinoides
Figulus clivinoides là một loài bọ cánh cứng trong họ Lucanidae. Loài này được Thomson mô tả khoa học năm 1862.